# Silatong
Silatong is een bestuurslaag in het regentschap Aceh Singkil van de provincie Atjeh, Indonesië. Silatong telt 706 inwoners (volkstelling 2010).